# Cimetière nouveau de Montfermeil
Le cimetière nouveau de Montfermeil est un cimetière se trouvant à Montfermeil, dans le département de Seine-Saint-Denis, en France.

## Personnalités
- Fanny Dewerpe, victime de l'affaire de la station de métro Charonne, mère de l'historien Alain Dewerpe[2].